# EXILE EVOLUTION
『EXILE EVOLUTION』（官方中譯：放浪進化論）是EXILE第5張原創專輯，於2007年3月7日發售。

## 解說
- 「CD+2DVD」豪華3張組完全初回限定盤、「CD+DVD」2張組、「CD only」等共計3種型態發售。
- 封面各有不同，完全初回限定盤為「炎」、「CD+DVD」為「雷」、「CD only」為「雨」。
- EXILE第二章的第一張專輯。2006年12月第二章正式開始活動後僅3個月就發行了專輯。
- CD收錄了3個月連續發售的3張單曲內的曲目。另外包含與倖田來未合作而成為話題的「WON'T BE LONG」的新版本共15首（初回盤追加了附加曲，共16首）。
- DVD為音樂錄影帶集，初回盤則追加收錄了後製影片。
- 「CD+2DVD」的完全初回限定盤附贈「EXILE Vocal Battle Audition 2006 ～ASIAN DREAM～」的現場影像及記錄影片的2張DVD。
- 10月因「OKAXILE」播出而使得Oricon排行爆增。

## 收錄歌曲

### DISC1:CD
1. ～PHASE～ (Inst.) (2:41)
（作曲：原田憲）
2. EVOLUTION(4:55)
（作詞：michico　作曲：T.Kura/michico）
日本電視系「越獄風雲」主題曲
3. Everything(4:40)
（作詞：ATSUSHI　作曲：h-wonder）
朝日電視系「家人～妻子的不在・丈夫的存在～」主題曲
4. Yell (4:27)
（作詞：ATSUSHI　作曲：春川仁志）
MAKIDAI喜歡「給自己歡呼」這歌詞，他說「我想至少自己要認同自己」。作詞的ATSUSHI說「人是希望得到他人承諾的生物，但是太過於要求他人給你承諾的話就會失去自己。要認同自己，別人才會開始給你承諾」。
雇用促進事業會電視廣告曲。
5. Lovers Again(4:37)
（作詞：松尾潔　作曲：中村仁）
au「LISMO」廣告曲
6. HOLY NIGHT(5:40)
（作詞：ATSUSHI　作曲：宮地大輔）
music.jp 電視廣告曲
7. WON'T BE LONG feat.NEVER LAND(5:31)
（作詞・作曲：Bro.KORN）
EXILE&倖田來未名義發行的『WON'T BE LONG』專輯版。翻唱自Bubble gum・Brothers的歌曲。編曲沒有太大的變更，由TAKAHIRO與ATSUSHI合唱。另外歌曲的多處加上 NEVER LAND成員唱的RAP。因此間奏較單曲版長。
8. DANCER'S ANTHEM (Inst.)(2:30)
（作曲：原田憲）
9. No Other Man feat.NaNa(3:24) 
（作詞・作曲：STY）
使用現代的節奏藍調的歌曲。ATSUSHI錄音的感想是「雖然很難，不過還蠻好玩的」。
10. 彼方から此処へ（從遠方到此處）(4:30)
（作詞：谷中敦　作曲：中野雄太）
在第二章開始前就做好的歌曲，成員也都非常喜歡。
Tokyo Ska Paradise Orchestra的谷中敦所作詞。成員讚「表現方式很漂亮」、「很有詩意」。在某雜誌的訪問中TAKAHIRO說「我沒辦法寫出這樣的詩，所以希望哪一天自己也可以寫出這樣的詩，感到受益良多」。
11. Change My Mind(4:45) 
（作詞：ATSUSHI　作曲：和田耕平）
music.jp 電視廣告曲
MAKIDAI和USA非常喜歡的一首歌。對於「被深深吸入酒精、煙、與音樂中」這句歌詞，MAKIDAI說「我們本來就是從俱樂部起家的，所以是還蠻適合我們的歌詞」。
12. Giver(4:29)
（作詞：ATSUSHI　作曲：平田祥一郎）
13. Dream Catcher (4:13)
（作詞：TAKAHIRO　作曲：藤澤慶昌）
TAKAHIRO在EXILE第一次作詞的歌曲。據說是其他成員跟他說「你要不要寫個歌詞看看？」，所以他就開始寫了。TAKAHIRO寫歌詞的時候想要表達加入EXILE前的心情但想不太出歌詞的時候，「為了讓心情沉澱」於是邊喝紅酒邊寫，結果開始寫不久就已經喝了兩瓶了。他說「夢想是不能隨便放棄的，假使夢想沒有實現，努力過的那段時間對我們來說絕對會成為一生的財産。只要能表達這點就好。
14. 道 (4:39)
（作詞：Shogo Kashida　作曲：miwa furuse）
music.jp 電視廣告曲
日本電視系 「音樂戰士」2月主題曲
15. One love (5:27)
（作詞：原田憲　作曲：ATSUSHI）
ATSUSHI自為奈史密斯（ネスミス）提供的歌曲「追伸」以來再次單獨作曲。是紀念2006年9月去世的、以前相當要好的ViVi模特兒 岩田百合（岩田ゆり）的歌曲。ATSUSHI花了30分完成此曲。
16. 運命のヒト -Orchestra Version-（命中註定）※(5:26)
（作詞：ATSUSHI　作曲：山口寛雄）
初回限定版收錄曲。第14張單曲的主打歌弦樂版。*※···收錄在「CD+2DVD」「CD+DVD 初回盤」「CD only 初回盤」中。KEY比原曲下半音。為了製作紀錄影片前往出身地長崎的TAKAHIRO回來之後，成員為了讓TAKAHIRO感覺到他加入EXILE有真實感，而錄製此曲慶祝他加入。TAKAHIRO也非常感動，ATSUSHI說「自己寫的歌曲能夠出那麼多版本我非常高興」。

### DISC2:DVD1（音樂錄影帶集）
- Video Clip

1. EVOLUTION
2. Everything
3. Lovers Again
4. 道

- Bonus影片 ※

1. EVOLUTION (Making)
2. Everything (Making)
3. Lovers Again (Making)
4. 道 (Making)

- ※···只收錄在「CD+2DVD」「CD+DVD 初回盤」中。

### DISC3:DVD2（LIVE DVD）
- LIVE「EXILE Vocal Battle Audition 2006 ～ASIAN DREAM～ 9.22 最終決戰 at 日本武道館」

1. Eastern Boyz 'N Eastern Girlz 
歌曲取自第4張專輯『ASIA』。
2. LET THE MUSIC PLAY 
歌曲取自第4張專輯『ASIA』。
3. YES!
第20張單曲。
4. DIAMOND 
第18張單曲『EXIT』的第二首歌。
5. Lovers Again（Performed by The Finalist: TAKA／WARNER／田崎敬浩／前田雄一郎／施鐘泰／Nesmith）
徵選活動「EXILE Vocal Battle Audition 2006～ASIAN DREAM～」的二次評分曲。第22張單曲。
6. ROCK DA HOUSE feat. FATMAN SCOOP（with NEVER LAND）
歌曲取自第4張專輯『ASIA』。
7. One for A11 A11 for One (with NEVER LAND)
NEVER LAND的第2張單曲。
8. ただ…逢いたくて（只是…想見你）
第19張單曲。
9. style (with WARNER)
第2張單曲。
10. STAY（with 前田雄一郎）
歌曲取自精選專輯『PERFECT BEST』、『SELECT BEST』。
11. 永遠（with 施鐘泰）
歌曲取自第4張專輯『ASIA』。
12. 運命のヒト（命中註定）（with 田﨑敬浩）
第14張單曲。實際上演唱的是鋼琴版。
13. EXIT (with TAKA) 
第18張單曲。
14. Fly Away (with Nesmith)
第3張單曲。
15. Choo Choo TRAIN
第10張單曲。

- The Document Movie of EXILE Vocal Battle Audition 2006 ～ASIAN DREAM～
旁白：窪田等。